# Distrito de Codo del Pozuzo
El distrito de Codo del Pozuzo es uno de los cinco que conforman la provincia de Puerto Inca, ubicada en el departamento de Huánuco en el centro del Perú. Limita por el Este con los distritos de Puerto Inca y Yuyapichis; por el Oeste con los distritos de Daniel Alomía Robles (Provincia de Leoncio Prado) y Chinchao (Provincia de Huánuco); por el Norte con los distritos de Padre Abad e Irázola (Provincia de Padre Abad, departamento del Ucayali); y, por el Sur con los distritos de Pozuzo, Palcazú y Puerto Bermúdez (Provincia de Oxapampa, departamento de Pasco).
Desde el punto de vista jerárquico de la Iglesia católica forma parte de la Diócesis de Huánuco, sufragánea de la Arquidiócesis de Huancayo.

## Historia
Fue creado por Ley n.º 23994 del 19 de noviembre de 1984, en el segundo gobierno del Presidente Fernando Belaúnde Terry.

## Geografía
Tiene una superficie de  3 328,39  km², ocupa el espacio central - oriental del Departamento de Huánuco y el extremo sur - oeste con respecto a la Provincia de Puerto Inca.
La mayor extensión territorial se sitúa en zona de selva alta o Rupa Rupa (entre los 500 m s. n. m. y 1 500 m s. n. m.) según la clasificación de Regiones Naturales del científico Javier Pulgar Vidal.
Muestra un relieve de vasta llanura con ligeras ondulaciones y con suave declive a lo largo del valle. En su parte alta presenta fuertes pendientes y quebradas estrechas.

## División administrativa
Cuenta con 49 centros poblados o caseríos, de los cuales dos poseen asentamientos poblacionales urbanos (Codo del Pozuzo y San Juan de Codo).
Se cuenta con cinco Comunidades Nativas. Existen dentro de la jurisdicción del Distrito centro poblado y caseríos que son administrados por la Municipalidad Distrital de Codo del Pozuzo.

## Capital
La capital es la ciudad de Codo del Pozuzo.

## Autoridades

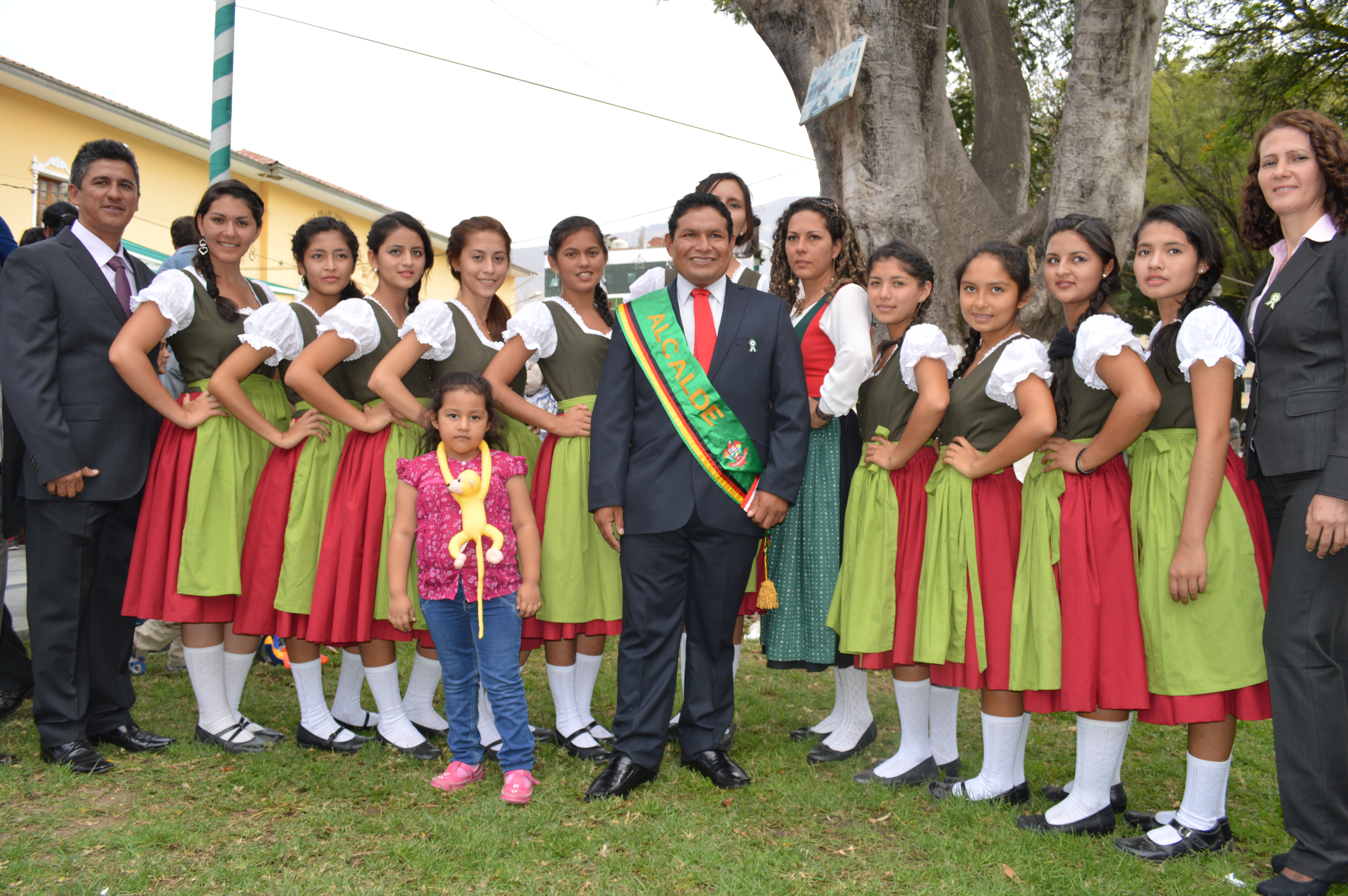
Elenco codeño de danza austroalemana en la plaza Mayor de la ciudad de Huánuco.

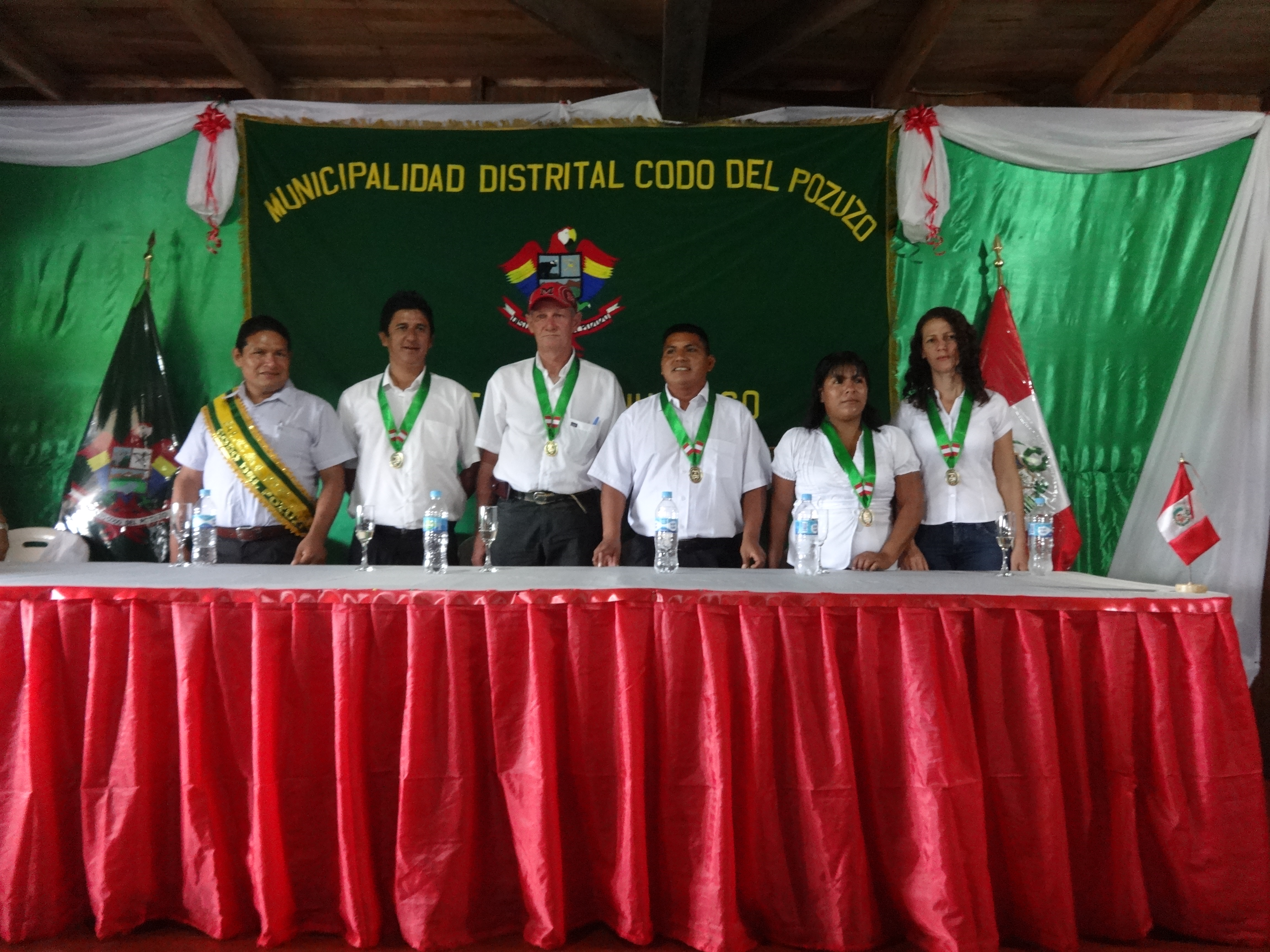
El Concejo Municipal, alcalde y regidores, del período 2015-2018.

### Municipales
- 2011 - 2014[2]
  - Alcalde: Edwin Rosendo Baumann Schaus, del Movimiento Político Hechos y No Palabras (HyNP).
  - Regidores: Oseas Venancio Inocencio (HyNP), Fredy Carrión Bravo (HyNP), Magali Delgado Villaorduña (HyNP), Antonio Serna Doria (HyNP), Cronwell Luis Trinidad Ponce (Luchemos Por Huánuco).[3]
- 2007 - 2010
  - Alcalde: Carlos José Macalupu Caballero.

### Policiales
- Comisario:  PNP.

### Religiosas
- Diócesis de Huánuco[4]
  - Obispo: Mons. Jaime Rodríguez Salazar, MCCJ.
- Parroquia
  - Párroco: Pbro.  .

## Festividades
- Fiesta de San Juan.
- Carnaval codeño.